# Zosterop de Vella Lavella
El zosterop de Vella Lavella (Zosterops vellalavella) és un ocell de la família dels zosteròpids (Zosteropidae).

## Hàbitat i distribució
Habita els boscos de l'illa de Vella Lavella, a les illes Salomó.